# Jadwiga Głażewska
Jadwiga Głażewska, coniugata Walasek (Łódź, 6 novembre 1914 – Łódź, 25 maggio 1979), è stata una cestista, pallamanista, discobola, velocista e pattinatrice polacca.

## Carriera

### Pallacanestro
Ha disputato i Campionati europei del 1938 con la Polonia, vincendo la medaglia di bronzo.